# Loxobathmis obliquans
Loxobathmis obliquans är en tvåvingeart som beskrevs av Günther Enderlein 1911. Loxobathmis obliquans ingår i släktet Loxobathmis och familjen fritflugor. Inga underarter finns listade i Catalogue of Life.